# Apanteles latiannulatus
Apanteles latiannulatus är en stekelart som först beskrevs av Cameron 1910.  Apanteles latiannulatus ingår i släktet Apanteles och familjen bracksteklar. Inga underarter finns listade i Catalogue of Life.